# محمدعلی حیدری شلمانی
محمدعلی حیدری شلمانی (زادهٔ ۱۳۳۳ در لنگرود) نمایندهٔ حوزهٔ انتخابیهٔ لنگرود در دورهٔ هفتم مجلس شورای اسلامی بوده‌است.